# 斯特里利比奇
49°27′9″N 22°57′30″E / 49.45250°N 22.95833°E
斯特里利比奇（烏克蘭語：Стрільбичі），是烏克蘭西部的村莊，隸屬利維夫州的桑比爾區。該村處於亞布倫卡河畔，始建於1422年，面積3.02平方公里，海拔高度375米，2001年人口1,831。